# دوشیزه‌ماهی سبزآبی
دوشیزه‌ماهی سبزآبی (نام علمی: Chromis viridis) گونه‌ای از دوشیزه‌ماهی است. افراد به رنگ سبز کمانی سیبی و آبی روشن هستند و حداکثر طول آنها به ۱۰ سانتی‌متر می‌رسد.
گاهی به آن '"دوشیزه‌ماهی سبز"' می‌گویند، اما ممکن است به Chromis caerulea، کشنده آبی، یکی از خویشاوندان نزدیک که گاهی همنوع در نظر گرفته می‌شود، اشاره داشته باشد.

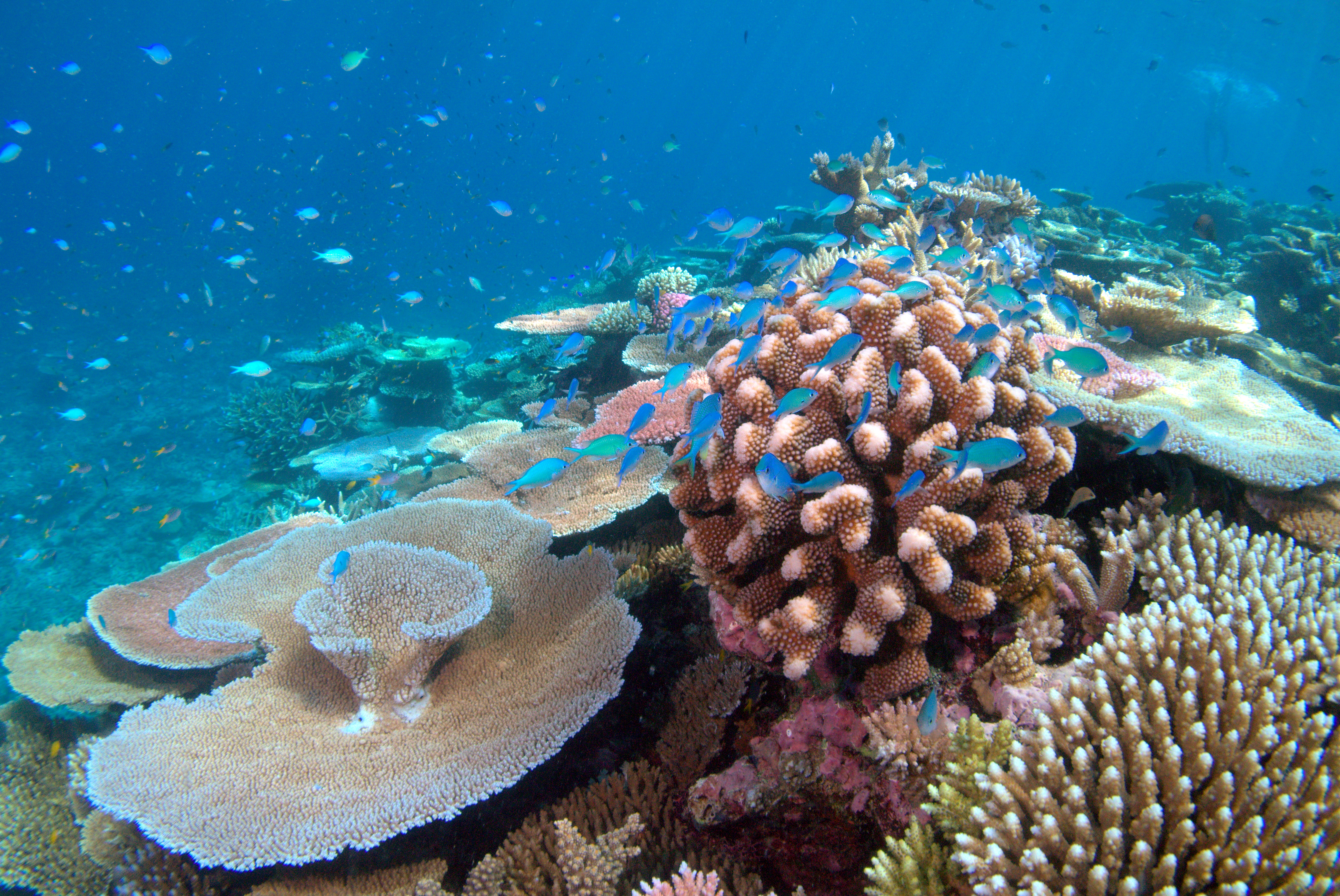
C. viridis در مرجان، در دیواره مرجانی لودستون، استرالیا

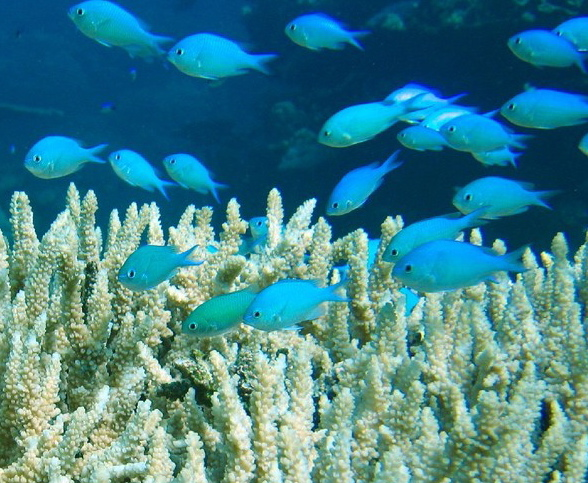
C. viridis بالای سر مرجان میزی